# Langenfeld (Renânia do Norte-Vestfália)
Langenfeld é uma cidade da Alemanha localizada no distrito de Mettmann, região administrativa de Düsseldorf, estado da Renânia do Norte-Vestfália.